# 留班同學
留班同學是香港男歌手黃明德在2022年3月28日推出的單曲，是他出道以來的第一首派台作品。此曲以黃明德的自身故事為背景，並在其中三台共取得兩亞一季的成績。

## 創作背景
歌曲以黃明德自身在就讀賽馬會體藝中學時的校園經歷為創作背景，其曾在中學一年級及二年級兩度因學業成績和操行問題被學校要求留級（粵語中稱為「留班」）。黃明德在出道時尚就讀中五，作為少數出道時尚是中學生身份的歌手，他在與歌曲填詞人林若寧討論過後，遂選擇以校園經歷作為第一首派台歌曲的故事。同時，歌曲亦欲以「留班同學」呼應疫情中停滯的正常生活。
為符合校園風格，此曲的音樂錄影帶以手繪動畫形式呈現，並由喜愛繪畫的黃明德自行繪製動畫分鏡。

## 製作
留班同學時長共3分59秒，歌曲以
拍的C小調創作，每分鐘117拍。其製作人員名單如下，黃明德同時亦參與和聲錄製：
- 作曲：黃明德、K Tsang
- 填詞：林若寧
- 編曲：Cousin Fung、黃兆銘、K Tsang
- 監製：Cousin Fung

## 派台成績
此曲共取得兩次亞軍歌的成績，並在香港五大電子傳媒機構的榜單中全數打入前十名。
| 機構／榜單                                  | 周次   | 放榜日期 | 當周排名 | 在榜周數 | 參考來源 |
| ------------------------------------------- | ------ | -------- | -------- | -------- | -------- |
| 903專業推介（叱咤903）                      | 第19周 | 5月7日   | 2        | 5        | [ 7 ]    |
| 中文歌曲龍虎榜（香港電台第二台）            | 第19周 | 5月7日   | 2        | 6        | [ 8 ]    |
| 新城勁爆流行榜（新城知訊台）                | 第19周 | 5月7日   | 3        | 5        | [ 9 ]    |
| 勁歌金榜（無綫電視）                        | 第25周 | 6月18日  | 4        | 4        | [ 10 ]   |
| Chill Club 推介榜（ViuTV）                  | 第23周 | 6月4日   | 8        | 2        | [ 11 ]   |
| 加拿大至HIT中文歌曲排行榜（加拿大中文電台） | 第21周 | 5月21日  | 13       | —        | [ 12 ]   |